# کینگ هو
کینگ هو (انگلیسی: King Hu؛ ‏ ۲۹ آوریل ۱۹۳۲ – ۱۴ ژانویهٔ ۱۹۹۷) کارگردان فیلم، فیلم‌نامه‌نویس و طراح صحنهٔ اهل چین بود که در تایوان زندگی و فعالیت می‌کرد.
از فیلم‌هایی که وی در آن‌ها نقش داشته‌است، می‌توان به بیا و با من پیکی بزن و نشانی از ذن اشاره نمود.